# 七公
七公是中国古代星官名，属三垣之中的天市垣，指的是七位高级政府官员，七公星官共由七星组成，在现在通用的88星座中分别属于武仙座和牧夫座。增補恆星中文名稱用最接近的星官名字，按照國際天文聯會命名先後順序增補。

## 七公七星
- 七公一，武仙座42，视星等4.88
- 七公二，武仙座τ，视星等3.89
- 七公三，武仙座φ，视星等4.26
- 七公四，武仙座χ，视星等4.62
- 七公五，牧夫座ν，视星等5.02
- 七公六，牧夫座μ，视星等4.31
- 七公七，牧夫座δ，视星等3.47

## 七公增十七星
清钦天监1752年编成《仪象考成》星表，七公增加了15颗肉眼可见的星。香港天文學會《中國恆星名稱增補目錄》按照2015年國際天文聯會公佈，増補1顆8.14等恆星 Ogma 
- 七公增五，牧夫座β，视星等3.51
- 七公增九，牧夫座Nu2，視星等4.98
- 七公增十三，武仙座14，视星等5.38
- 七公增十五，武仙座σ，视星等4.22
- 七公增十七，武仙座 HD 149026，视星等8.14

## 古书记载
- 《晉書‧天文志》：「  七公七星在招搖東，天之相也，三公之象也，主七政。」